# 桃山水库
桃山水库，位于中华人民共和国黑龙江省七台河市市区北侧，是倭肯河上游的一座大型水库。水库一期工程于1986年8月开建，1990年8月竣工，二期扩建工程于2006年开工，2009年10月20日竣工。水库是一座以城市供水、防洪为主，兼顾灌溉、养鱼等综合利用功能。坝址以上集水面积2043平方千米，总库容6.82亿立方米，兴利库容4.17亿立方米，水面面积约59.35平方千米，总回水长度约21千米。主坝为黏土心墙土石坝。水库每年可向七台河市提供工业及居民用水8504亿立方米，灌溉水田7666.67公顷，菜田800公顷。保护七台河市及下游1.414万公顷农田、18.42万人口，及图佳铁路、鹤大高速的防洪安全。